# Бугай Віталій Дмитрович
Віталій Дмитрович Бугай (нар. 15 травня 1958, Москва) — колишній радянський, український і російський футболіст. Фігурант бази дани центру «Миротворець».

## Життєпис
Виховенець СДЮШОР «Спартак» Москва. Грав за команди «Прапор праці» (Орєхово-Зуєво), «Спартак» Орджонікідзе, «Шахтар» Караганда, «Поділля» з Хмельницького.
Фігурант бази дани центру «Миротворець»: 24-25 жовтня 2015 року як член збірної ветеранів московського «Спартака» брав участь в іграх так званого кубка «Союза ветеранів футболу ім. Л. Яшина» («Спорт КТ Арена», селище Аграрне, АР Крим).